# نورین کورکوران
نورین کورکوران (انگلیسی: Noreen Corcoran؛ ۲۰ اکتبر ۱۹۴۳ – ۱۵ ژانویهٔ ۲۰۱۶) یک هنرپیشه، و رقصنده اهل ایالات متحده آمریکا بود.